# Gherao
Gherao (hindi घेराव – „okrążenie”) – popularna w Indiach forma protestu lub strajku, polegająca na otoczeniu przez demonstrantów budynku odnośnej instytucji rządowej i niewpuszczaniu/niewypuszczaniu zeń pracowników dopóki politycy nie wyrażą gotowości do negocjacji.
Tę formę protestu zastosował po raz pierwszy Subodh Banarjee w 1967 w Bengalu Zachodnim.